# Kádár Sándor
Kádár Sándor (Bácstopolya, 1982. augusztus 1. –) vajdasági magyar orgonaművész, karvezető, egyházzenész.
Középfokú zenei képzésben a szabadkai zeneiskolában részesült ahol Molcer Mátyás zongoratanár diákja volt. Egyetemi tanulmányait a Grazi Zeneakadémián (Universität für Musik und darstellende Kunst) végezte Ausztriában ahol három bachelor (orgona, karvezetés, egyházzene) és egy master diplomát (egyházzene) szerzett.
2006 és 2011 között a weizi Weizbergkirche orgonistája és zeneigazgatója, ezenkívül művészeti vezetője a weizi városi kórusnak (Singverein Weiz) és az Accordare énekegyüttesnek. 2011-ben fél évig a bécsi Musikverein kórusának, a Wiener Singvereinnak volt a korrepetitora. Ebben a munkakörben olyan neves karmesterekkel dolgozott együtt mint Franz Welser-Möst, Nikolaus Harnoncourt vagy Mariss Jansons. 2012-ben a Osztrák Tanügyminisztérium (Bundesministerium für Bildung, Wissenschaft und Forschung) ösztöndíjasaként egy szemesztert a neves Westminster Choir College-on töltött az egyesült államokbeli Princetonban.  2012 és 2015 között a Philadelphiai főegyházmegye legnagyobb plébániájának (19 000 hívő), a newtowni Szent András római katolikus templomnak (Saint Andrew Catholic Church Newtown, PA) volt a főállású orgonistája és helyettes zeneigazgatója. 2015-ben a philadelphiai pápalátogatás alkalmával ő volt mindkét pápai mise orgonistája. Ezeket az eseményeket minden neves amerikai tévécsatorna élőben közvetített. 
Jelenleg a west chesteri Első Presbiteriánus Templom (First Presbyterian Church of West Chester) zeneigazgatója és a West Chesteri Tudományegyetem (West Chester University of PA) zenei tanszakának a kórus korrepetitora. Rendszeresen koncertezik szóló- és különböző kamarafelállásokban Európában és az Amerikai Egyesült Államokban. Művészi pályafutása alatt mindig nagy hangsúlyt fektetett az improvizációra, azon belül is a stílusimprovizációra, melyet koncertjein nagy előszeretettel művel.